# Andreas (udde)
Andreas är en udde i Antarktis. Den ligger i Västantarktis. Argentina, Chile och Storbritannien gör anspråk på området.
Terrängen inåt land är huvudsakligen kuperad, men västerut är den platt. Havet är nära Andreas åt nordväst. Trakten är obefolkad. Det finns inga samhällen i närheten. 